# Clásico canadiense
El Clásico canadiense es la rivalidad que existe entre los dos primeros equipos de fútbol de Canadá que se unieron a la MLS, el Toronto Football Club y el CF Montréal (anteriormente como Montreal Impact). Se la considera como la rivalidad más intensa en el fútbol canadiense, respaldada por rivalidades en otros deportes profesionales entre equipos de Toronto y Montreal como en el hockey sobre hielo y anteriormente en el béisbol, tras la existencia de los Expos de Montreal desde 1969 hasta 2004.

## Rivalidad

### Historia
El primer enfrentamiento entre equipos de fútbol profesional de Toronto y Montreal se dio en 1971 cuando se enfrentaron el Toronto Metros ante el Montreal Olympique, los cuales se enfrentaron en pocas ocasiones por los cambios de conferencia y a las expansiones de equipos en la desaparecida North American Soccer League. En la década de los años 1980s diferentes equipos de fútbol aparecieron representando a las ciudades de Toronto y Montreal, pero que desaparecieron poco después de fundados y raras veces eran alineados en la misma división.
En 1992 nació el original Montreal Impact formado por la familia Saputo para tomar el lugar que dejó el desaparecido Montreal Supra en la CSL. Se convirtió en un equipo dominante en la American Professional Soccer League (1993-96), en la A-League (1996-2003), la cual pasó a llamarse USL First Division en 2004, aunque el club no jugó en la temporada de 1999. Sus principales rivales fueron el Rochester Rhinos y el Toronto Lynx antes de que este se mudara a la USL PDL.
La rivalidad actual involucra al Toronto FC luego de la frustración de la primera edición del Canadian Championship en 2008, el cual determina quien es el representante de Canadá en la CONCACAF Liga de Campeones. En ese torneo se dio el primer enfrentamiento entre ambos equipos, específicamente el 27 de mayo de 2008, el cual ganó el Toronto FC 1-0 con gol del puertorriqueño Marco Vélez en el minuto 72 en el Estadio Saputo ante 12,303 espectadores. En ese partido el Toronto FC era un miembro de la MLS, pero el Montreal Impact todavía no lo era, aunque el torneo incluía a un tercer equipo, el Vancouver Whitecaps, equipo que sería determinante en el torneo. El siguiente partido de la rivalidad acabó 1-1 en el BMO Field, resultado que le dio al Montreal Impact el título de la liga y la clasificación a la Concacaf Liga de Campeones 2008-09, lo que provocó que la rivalidad creciera.
En la siguiente edición del Canadian Championship, el Toronto FC cobró venganza y ganó el título de la mano de Dwayne De Rosario con un triunfo en el primer partido de 6-1 en el Estadio Saputo, donde De Rosario anotó 3 goles y con ello el Toronto FC clasificó a la Concacaf Liga de Campeones 2009-10. En el 2010 el Toronto FC ganó los dos enfrentamientos con un global de 3-0, pero en 2011 apareció el FC Edmonton, con lo que se vería en donde se enfrentarían ambos equipos en el Canadian Championship.
El 7 de mayo de 2010 el comisionado de la MLS Don Garber anunció a la familia Saputo que el Montreal Impact jugaría en la MLS a partir de la temporada 2012, y el 14 de junio de 2011 se anunció que el Montreal Impact firmó un contrato de patrocinio con el Bank of Montreal por 5 años, el mismo patrocinador del Toronto FC.
El primer enfrentamiento del Toronto FC y el Montreal Impact en la MLS se dio el 7 de abril de 2012 en el Estadio Olímpico de Montreal con un triunfo del Montreal Impact de 2-1 ante 24,000 espectadores, en donde el primer gol del partido lo anotó el bosnio Siniša Ubiparipović en el minuto 18 y el gol del triunfo lo hizo el primer jugador del Montreal Impact elegido en el SuperDraft de la MLS 2012 Andrew Wenger en el minuto 81. El internacional holandés Danny Koevermans anotó el gol del Toronto FC al minuto 88.
En la temporada 2013 la serie quedó empatada con un triunfo por bando y un empate, y en el Canadian Championship del 2013 el Montreal Impact ganó 6-0 al Toronto FC, siendo esta la victoria más amplia en la rivalidad entre ambos equipos hasta el momento, luego de que en el primer juego el Toronto FC ganó 2-0.

### Aficionados

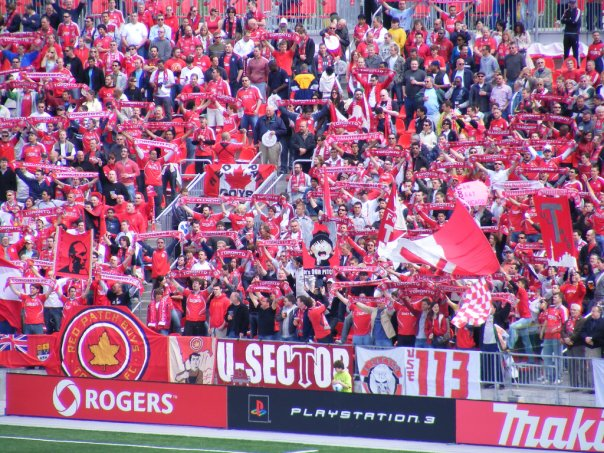
El U-Sector y los Red Patch Boys, grupos de aficionados del Toronto FC en el BMO Field.

Los aficionados viven una intensa rivalidad con el U-Sector y el Red Patch Boys, aunque también apoyan a Canadá y a los equipos filiales por igual, aunque aparecieron otros grupos de seguidores como el Original 109, los cuales se ubican en la sección 109 del BMO Field, el SG114 (entados en la sección 114) y el Tribal Rhythm Nation que son los de ascendencia africana, caribeña y latina del Gran Área de Toronto.
En el caso del Montreal Impact el grupo de aficionados más grande es el Últras Montreal, tambuén conocido como UM02 y existe desde el 2002, aunque también tienen al Montréal 127 formado en 2011, en el mismo periodo de transición del club de la NASL a la MLS, mismo año en el que nació la Montreal Impact Supporters Association, la cual facilita la relación entre el equipo con los aficionados y que financian las distintas iniciativas de las organizaciones.

## Estadios

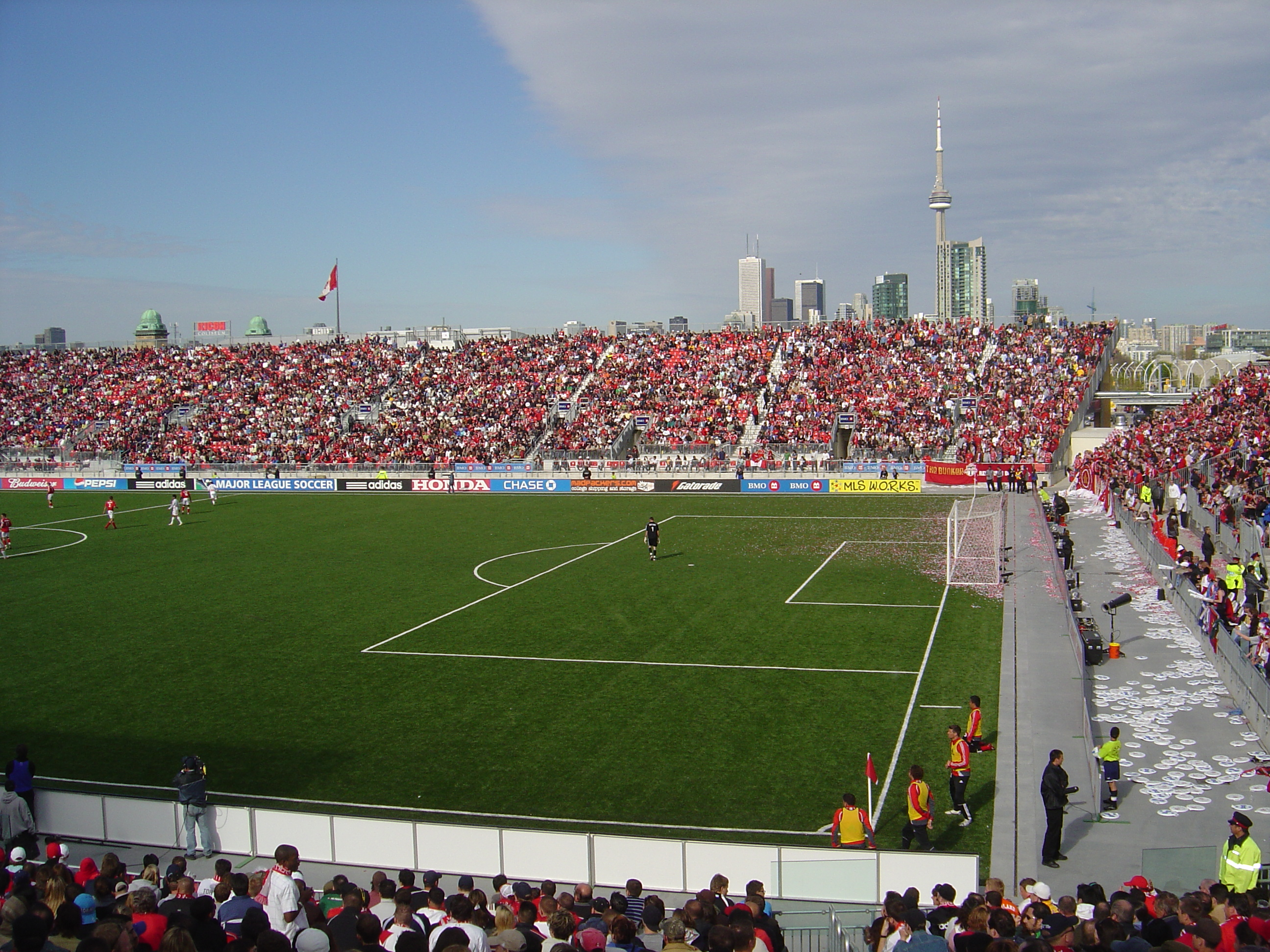
El BMO Field del Toronto, 2007.

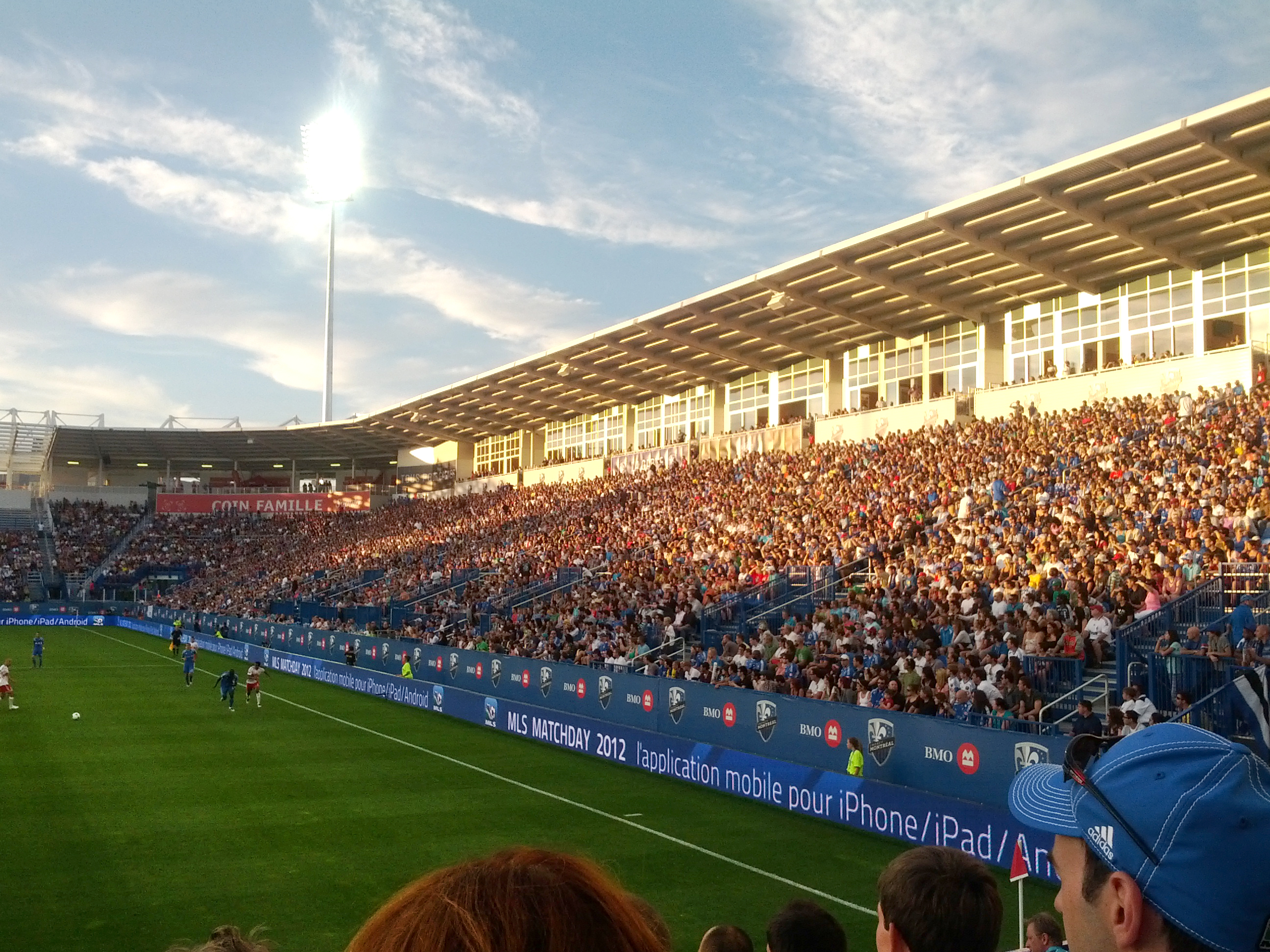
El Estadio Saputo del Montreal.

Ambos equipos cuentan son sedes específicas, aunque en algunos casos cambian de sede por razones climáticas. el Toronto Football Club juega en el BMO Field y el CF Montréal en el Estadio Saputo, pero en invierno, el Montreal en el Estadio Olímpico de Montreal.

## Estadísticas
- Actualizado al 17 de mayo de 2025.

| Competiciones           | Partidos | Victorias | Victorias | Empates | Goles | Goles |
| Competiciones           | Partidos | MTL       | TOR       | Empates | MTL   | TOR   |
| ----------------------- | -------- | --------- | --------- | ------- | ----- | ----- |
| Major League Soccer     | 32       | 14        | 13        | 5       | 46    | 48    |
| MLS Cup Playoffs        | 3        | 2         | 1         | 0       | 8     | 7     |
| Canadian Championship   | 23       | 6         | 12        | 5       | 21    | 33    |
| MLS is Back Tournament  | 1        | 0         | 1         | 0       | 3     | 4     |
| Todas las competiciones | 59       | 22        | 27        | 10      | 78    | 92    |
| Amistoso/otro           | 1        | 0         | 0         | 1       | 1     | 1     |
| Todos los partidos      | 60       | 22        | 27        | 11      | 79    | 93    |

## Partidos
- Actualizado al 17 de mayo de 2025.

| Competición           | Fecha                 | Casa     | Resultado | Visita   | Asistencia |
| --------------------- | --------------------- | -------- | --------- | -------- | ---------- |
| Canadian Championship | 27 de mayo de 2008    | Montreal | 0–1       | Toronto  | 12,083     |
| Canadian Championship | 22 de julio de 2008   | Toronto  | 1–1       | Montreal | 19,872     |
| Canadian Championship | 13 de mayo de 2009    | Toronto  | 1–0       | Montreal | 19,811     |
| Canadian Championship | 18 de junio de 2009   | Montreal | 1–6       | Toronto  | 11,561     |
| Canadian Championship | 28 de abril de 2010   | Toronto  | 2–0       | Montreal | 21,436     |
| Canadian Championship | 12 de mayo de 2010    | Montreal | 0–1       | Toronto  | 10,737     |
| Major League Soccer   | 7 de abril de 2012    | Montreal | 2–1       | Toronto  | 23,120     |
| Canadian Championship | 2 de mayo de 2012     | Montreal | 0–0       | Toronto  | 13,405     |
| Canadian Championship | 9 de mayo de 2012     | Toronto  | 2–0       | Montreal | 15,016     |
| Major League Soccer   | 27 de junio de 2012   | Montreal | 0–3       | Toronto  | 14,412     |
| Major League Soccer   | 20 de octubre de 2012 | Toronto  | 0–0       | Montreal | 16,151     |
| Major League Soccer   | 16 de marzo de 2013   | Montreal | 2–1       | Toronto  | 37,896     |
| Canadian Championship | 24 de abril de 2013   | Toronto  | 2–0       | Montreal | 11,043     |
| Canadian Championship | 1 de mayo de 2013     | Montreal | 6–0       | Toronto  | 14,931     |
| Major League Soccer   | 3 de julio de 2013    | Toronto  | 3–3       | Montreal | 21,700     |
| Major League Soccer   | 26 de octubre de 2013 | Toronto  | 1–0       | Montreal | 13,211     |
| Canadian Championship | 28 de mayo de 2014    | Toronto  | 1–1       | Montreal | 18,269     |
| Canadian Championship | 4 de junio de 2014    | Montreal | 1–0       | Toronto  | 13,423     |
| Major League Soccer   | 2 de agosto de 2014   | Montreal | 0–2       | Toronto  | 16,655     |
| Major League Soccer   | 18 de octubre de 2014 | Toronto  | 1–1       | Montreal | 15,242     |

## Récords
- Actualizado al 17 de mayo de 2025.

### Golesdores Históricos
| #  | Futbolista         | Club            | Nacionalidad    | Goles |
| -- | ------------------ | --------------- | --------------- | ----- |
| 1  | Jozy Altidore      | Toronto FC      | Estados Unidos  | 13    |
| 2  | Ignacio Piatti     | Montreal Impact | Argentina       | 11    |
| 3  | Sebastian Giovinco | Toronto FC      | Italia          | 10    |
| 4  | Ayo Akinola        | Toronto FC      | Canadá          | 5     |
| 4  | Dominic Oduro      | Montreal Impact | Ghana           | 5     |
| 4  | Dominic Oduro      | Toronto FC      | Ghana           | 5     |
| 6  | Dwayne De Rosario  | Toronto FC      | Canadá          | 4     |
| 6  | Marco Di Vaio      | Montreal Impact | Italia          | 4     |
| 6  | Didier Drogba      | Montreal Impact | Costa de Marfil | 4     |
| 6  | Tosaint Ricketts   | Toronto FC      | Canadá          | 4     |
| 10 | Jordan Hamilton    | Toronto FC      | Canadá          | 3     |

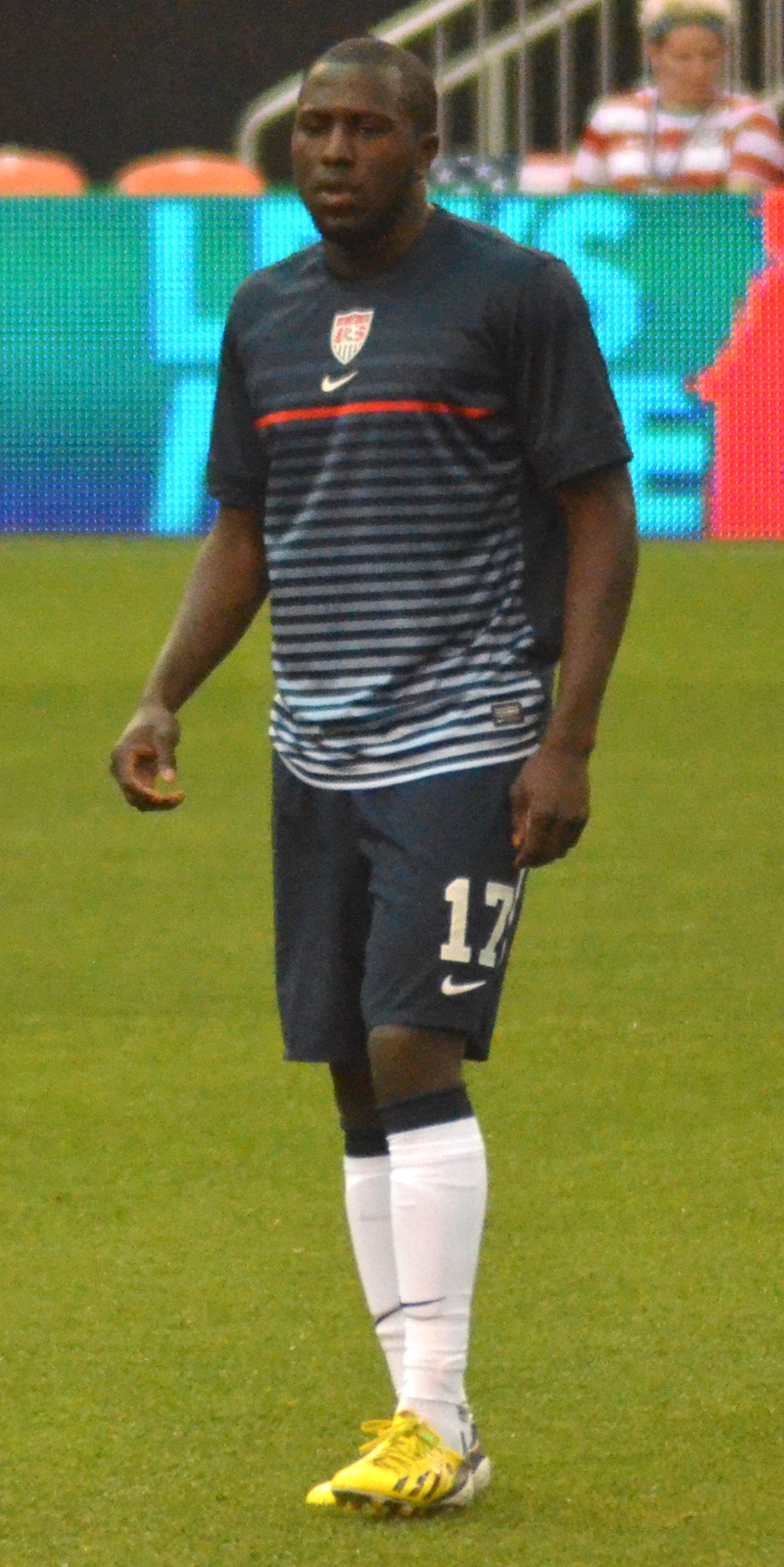
Los 13 goles de Jozy Altidore con el Toronto F. C. lo convierten en el máximo goleador de la serie.

- En negrita aparecen los jugadores activos.